# Лоши момичета (филм, 1994)
„Лоши момичета“ (на английски: Bad Girls) е американски уестърн филм от 1994 г. на режисьора Джонатан Каплан, по сценарий на Кен Фрийдман и Йоланде Фич. Във филма участват Маделин Стоу, Мери Стюарт Мастерсън, Анди Макдауъл и Дрю Баримор. Каплан преди режисираше две от звездите на филма – Мастерсън в Immediate Family (1989) и „Влизане с взлом“ (1992).